# Skilura
Skilura (gr. Σκυλλούρα, tur. Yılmazköy) – wieś na Cyprze, w dystrykcie Nikozja.